# We Butter the Bread with Butter
I We Butter the Bread with Butter, spesso abbreviati in WBTBWB, sono un gruppo musicale metalcore/electronicore nato a Berlino nel 2007, dal chitarrista Marcel Neumann e dal cantante Tobias Schultka.

## Storia
Il gruppo partì come un duo, formato solo da Neumann e Schultka, che pubblicarono nel novembre 2007 l'album di debutto Das Monster aus dem Schrank, edito dalla Redfield Records. Il gruppo nacque quasi per scherzo, interpretando e componendo cover di note filastrocche tedesche, trasformandosi poi nel tempo in un progetto musicale vero e proprio. All'"Infected Tour" del 2008 suonarono al fianco di altri gruppi metalcore come Callejon e Narziss nelle maggiori città tedesche quali Berlino, Francoforte sul Meno, Amburgo, Colonia e Stoccarda suonando poi più volte come gruppo di supporto agli statunitensi A Day to Remember.
Neumann e Schultka iniziarono quindi la produzione del secondo album Der Tag an dem die Welt unterging, che venne pubblicato il 14 maggio 2010 in Germania, Stati Uniti e Giappone. Durante la registrazione dell'album tre altri musicisti entrarono a fare parte del gruppo: Kenneth Iain Duncan e Maximilian Pauly Saux, rispettivamente seconda chitarra e basso, con Can Özgünsür in veste di primo batterista ufficiale. Tuttavia Schultka lasciò il gruppo nel giugno 2010 senza rilasciare ulteriori informazioni.
Il 22 maggio del 2015 viene pubblicato il quarto album Wieder Geil!, che riprende le sonorità deathcore tipiche dei primi due album del gruppo ma presenta anche l'influenza della musica elettronica contemporanea, facilmente riscontrabile in canzoni come Ich mach was mit Medien e Thug Life; nella canzone Bang Bang Bang viene ripresa la tecnica del pig squeal, altro caposaldo dei primi album del gruppo, anche se in quest'ultimo lavoro viene usata in questa sola canzone.
Il 27 ottobre 2019 la band annuncia tramite il profilo Instagram il ritorno ufficiale di Tobi Schultka. Il 30 Novembre 2019 viene pubblicato il video di Dreh Auf!, primo singolo con l'ex cantante e fondatore tornato alla voce.

### Nome del gruppo
Il nome del gruppo, tradotto letteralmente, sta per "Noi imburriamo il pane con il burro". Neumann dichiarò in un'intervista che, quando Schultka gli propose quel nome, lo trovò "talmente divertente da perdere brevemente il controllo del veicolo sul quale stavano viaggiando"

## Formazione

### Formazione attuale
- Marcel "Marci" Neumann – chitarra solista
- Kenneth Iain Duncan – chitarra ritmica
- Maximilian Pauly Saux – basso elettrico
- Can Özgünsür – batteria
- Tobias "Tobi" Schultka – voce

### Ex componenti
- Paul "Борщ" Bartsch - voce

## Discografia
- 2008 - Das Monster aus dem Schrank
- 2010 - Der Tag an dem die Welt Unterging
- 2012 - Projekt Herz EP
- 2013 - Goldkinder
- 2015 - Wieder Geil!
- 2021 - Das Album